# CONCACAF Gold Cup 2025/Gruppe C
| Pl. | Land       | Sp. | S | U | N | Tore    | Diff. | Punkte |
| --- | ---------- | --- | - | - | - | ------- | ----- | ------ |
| 1.  | Panama     | 3   | 3 | 0 | 0 | 010:300 | +7    | 09     |
| 2.  | Guatemala  | 3   | 2 | 0 | 1 | 004:300 | +1    | 06     |
| 3.  | Jamaika    | 3   | 1 | 0 | 2 | 003:600 | −3    | 03     |
| 4.  | Guadeloupe | 3   | 0 | 0 | 3 | 005:100 | −5    | 0      |

Die Gruppe C des CONCACAF Gold Cups 2025 war eine der vier Gruppen des Turniers. Die ersten beiden Spiele wurden am 16. Juni 2025 ausgetragen, der letzte Spieltag fand am 24. Juni 2025 statt. Die Gruppe bestand aus den Nationalmannschaften aus Panama, Jamaika, Guatemala und Guadeloupe.

## Panama – Guadeloupe 5:2 (4:1)
| Panama                                                                                    | Panama | Guadeloupe | Guadeloupe |
| ----------------------------------------------------------------------------------------- | --- | --- | ---------- |
| Panama                                                                                    | \| 1. Spieltag \| \| 16. Juni 2025 um 16:00 Uhr (17. Juni um 1:00 MESZ) in Carson (Dignity Health Sports Park) \| \| Zuschauer: 18.262 \| \| Schiedsrichter: Keylor Herrera ( Costa Rica) \| \| Spielbericht \| | \| 1. Spieltag \| \| 16. Juni 2025 um 16:00 Uhr (17. Juni um 1:00 MESZ) in Carson (Dignity Health Sports Park) \| \| Zuschauer: 18.262 \| \| Schiedsrichter: Keylor Herrera ( Costa Rica) \| \| Spielbericht \| | Guadeloupe |
| Panama                                                                                    | Orlando Mosquera – Michael Murillo, Fidel Escobar, Andrés Andrade, Jorge Gutiérrez (67. Éric Davis) – Carlos Harvey, Aníbal Godoy (67. José Córdoba), José Luis Rodríguez (88. César Yanis), Cristian Martínez (77. Víctor Griffith), Ismael Díaz – Eduardo Guerrero (67. Tomás Rodríguez) Cheftrainer: Thomas Christiansen ( Dänemark) | Brice Cognard – Yvann Maçon (46. Zoran Moco), Dimitri Cavaré, Nathanaël Saintini, Jérôme Roussillon (81. Junior Senneville) – Noah Cadiou, Anthony Baron , Ange-Freddy Plumain (46. Steve Solvet), Jordan Leborgne, Matthias Phaeton (62. Florian David) – Thierry Ambrose (62. Raphaël Mirval) Cheftrainer: Jocelyn Angloma | Guadeloupe |
| Panama                                                                                    | 1:0 Martínez (6.) 2:0 Díaz (13.) 3:0 Díaz (17.) 4:0 Guerrero (22., Handelfmeter) 5:2 T. Rodríguez (90.+2') | 4:1 Leborgne (29.) 4:2 David (71., Foulelfmeter) | Guadeloupe |
| Panama                                                                                    | Andrade (76.) | | Guadeloupe |
| Panama                                                                                    | Spieler des Spiels: Ismael Díaz (Panama) | | Guadeloupe |
| 1. Spieltag                                                                               | | |            |
| 16. Juni 2025 um 16:00 Uhr (17. Juni um 1:00 MESZ) in Carson (Dignity Health Sports Park) | | |            |
| Zuschauer: 18.262                                                                         | | |            |
| Schiedsrichter: Keylor Herrera ( Costa Rica)                                              | | |            |
| Spielbericht                                                                              | | |            |

## Jamaika – Guatemala 0:1 (0:1)
| Jamaika                                                                                   | Jamaika | Guatemala | Guatemala |
| ----------------------------------------------------------------------------------------- | --- | --- | --------- |
| Jamaika                                                                                   | \| 1. Spieltag \| \| 16. Juni 2025 um 19:00 Uhr (17. Juni um 4:00 MESZ) in Carson (Dignity Health Sports Park) \| \| Zuschauer: 18.262 \| \| Schiedsrichter: Juan Gabriel Calderón ( Costa Rica) \| \| Spielbericht \|                                                                                          | \| 1. Spieltag \| \| 16. Juni 2025 um 19:00 Uhr (17. Juni um 4:00 MESZ) in Carson (Dignity Health Sports Park) \| \| Zuschauer: 18.262 \| \| Schiedsrichter: Juan Gabriel Calderón ( Costa Rica) \| \| Spielbericht \|                                                                                                | Guatemala |
| Jamaika                                                                                   | Andre Blake – Joel Latibeaudiere, Richard King (46. Dexter Lembikisa), Ethan Pinnock, Amari’i Bell – Jon Russell (85. Michail Antonio), Damion Lowe (85. Kaheim Dixon), Demarai Gray (66. Kasey Palmer) – Leon Bailey, Warner Brown (67. Rumarn Burrell), Renaldo Cephas Cheftrainer: Steve McClaren ( England) | Nicholas Hagen – Aaron Herrera, José Carlos Pinto , Nicolás Samayoa, José Morales – Jonathan Franco, Kevin Ramírez (66. Pedro Altán), Óscar Santis (77. Olger Escobar), Stheven Robles (77. Rodrigo Saravia), Rudy Muñoz (84. Elmer Cardoza) – Darwin Lom (66. Rubio Rubin) Cheftrainer: Luis Fernando Tena ( Mexiko) | Guatemala |
| Jamaika                                                                                   | 0:1 Santis (32.) | | Guatemala |
| Jamaika                                                                                   | Lowe (19.) | | Guatemala |
| Jamaika                                                                                   | Spieler des Spiels: Óscar Santis (Guatemala) | | Guatemala |
| 1. Spieltag                                                                               | | |           |
| 16. Juni 2025 um 19:00 Uhr (17. Juni um 4:00 MESZ) in Carson (Dignity Health Sports Park) | | |           |
| Zuschauer: 18.262                                                                         | | |           |
| Schiedsrichter: Juan Gabriel Calderón ( Costa Rica)                                       | | |           |
| Spielbericht                                                                              | | |           |

## Jamaika – Guadeloupe 2:1 (2:1)
| Jamaika                                                                      | Jamaika | Guadeloupe | Guadeloupe |
| ---------------------------------------------------------------------------- | --- | --- | ---------- |
| Jamaika                                                                      | \| 2. Spieltag \| \| 20. Juni 2025 um 16:45 Uhr (21. Juni um 1:45 MESZ) in San José (PayPal Park) \| \| Zuschauer: 2.405 \| \| Schiedsrichter: Kwinsi Williams ( Trinidad und Tobago) \| \| Spielbericht \|                                                                                      | \| 2. Spieltag \| \| 20. Juni 2025 um 16:45 Uhr (21. Juni um 1:45 MESZ) in San José (PayPal Park) \| \| Zuschauer: 2.405 \| \| Schiedsrichter: Kwinsi Williams ( Trinidad und Tobago) \| \| Spielbericht \| | Guadeloupe |
| Jamaika                                                                      | Andre Blake – Dexter Lembikisa, Richard King, Ethan Pinnock, Amari’i Bell – Joel Latibeaudiere, Leon Bailey (85. Kaheim Dixon), Jon Russell, Dwayne Atkinson (46. Karoy Anderson), Demarai Gray (46. Renaldo Cephas) – Warner Brown (81. Michail Antonio) Cheftrainer: Steve McClaren ( England) | Brice Cognard – Zoran Moco, Dimitri Cavaré, Nathanaël Saintini, Jérôme Roussillon (59. Yvann Maçon) – Noah Cadiou, Steve Solvet (86. Ange-Freddy Plumain), Anthony Baron – Jordan Leborgne (59. Florian David), Thierry Ambrose (82. Taïryk Arconte), Matthias Phaeton (81. Raphaël Mirval) Cheftrainer: Jocelyn Angloma | Guadeloupe |
| Jamaika                                                                      | 1:1 Bailey (41.) 2:1 Russell (45.+4') | 0:1 Ambrose (32.) | Guadeloupe |
| Jamaika                                                                      | Russell (43.), Brown (47.), Anderson (54.), Bailey (77.) | Ambrose (11.), Phaeton (60.), Plumain (90.+3'), Solvet (90.+5', Bank), Angloma (90.+5', Trainer) | Guadeloupe |
| Jamaika                                                                      | Spieler des Spiels: Leon Bailey (Jamaika) | | Guadeloupe |
| 2. Spieltag                                                                  | | |            |
| 20. Juni 2025 um 16:45 Uhr (21. Juni um 1:45 MESZ) in San José (PayPal Park) | | |            |
| Zuschauer: 2.405                                                             | | |            |
| Schiedsrichter: Kwinsi Williams ( Trinidad und Tobago)                       | | |            |
| Spielbericht                                                                 | | |            |

## Guatemala – Panama 0:1 (0:1)
| Guatemala                                                                 | Guatemala | Panama | Panama |
| ------------------------------------------------------------------------- | --- | --- | ------ |
| Guatemala                                                                 | \| 2. Spieltag \| \| 20. Juni 2025 um 21:00 Uhr (21. Juni um 4:00 MESZ) in Austin (Q2 Stadium) \| \| Zuschauer: 20.408 \| \| Schiedsrichter: Adonai Escobedo ( Mexiko) \| \| Spielbericht \| | \| 2. Spieltag \| \| 20. Juni 2025 um 21:00 Uhr (21. Juni um 4:00 MESZ) in Austin (Q2 Stadium) \| \| Zuschauer: 20.408 \| \| Schiedsrichter: Adonai Escobedo ( Mexiko) \| \| Spielbericht \| | Panama |
| Guatemala                                                                 | Nicholas Hagen – Aaron Herrera, José Carlos Pinto , Nicolás Samayoa, José Morales – Jonathan Franco (76. Rodrigo Saravia), Kevin Ramírez (46. Pedro Altán), Óscar Santis (62. Olger Escobar), Stheven Robles (68. José Rosales), Rudy Muñoz – Darwin Lom (62. Arquímides Ordóñez) Cheftrainer: Luis Fernando Tena ( Mexiko) | Orlando Mosquera – Michael Murillo, Fidel Escobar, Andrés Andrade, Jorge Gutiérrez – Aníbal Godoy , Carlos Harvey (87. Edgardo Fariña), José Luis Rodríguez, Cristian Martínez (68. César Yanis), Ismael Díaz (82. Víctor Griffith) – Tomás Rodríguez (67. Eduardo Guerrero) Cheftrainer: Thomas Christiansen ( Dänemark) | Panama |
| Guatemala                                                                 | 0:1 T. Rodríguez (19.) | | Panama |
| Guatemala                                                                 | Robles (38.), Santis (39.), Morales (46.), Altán (72.) | | Panama |
| Guatemala                                                                 | Spieler des Spiels: Tomás Rodríguez (Panama) | | Panama |
| 2. Spieltag                                                               | | |        |
| 20. Juni 2025 um 21:00 Uhr (21. Juni um 4:00 MESZ) in Austin (Q2 Stadium) | | |        |
| Zuschauer: 20.408                                                         | | |        |
| Schiedsrichter: Adonai Escobedo ( Mexiko)                                 | | |        |
| Spielbericht                                                              | | |        |

## Panama – Jamaika 4:1 (3:1)
| Panama                                                                    | Panama | Jamaika | Jamaika |
| ------------------------------------------------------------------------- | --- | --- | ------- |
| Panama                                                                    | \| 3. Spieltag \| \| 24. Juni 2025 um 18:00 Uhr (25. Juni um 1:00 MESZ) in Austin (Q2 Stadium) \| \| Zuschauer: 3.283 \| \| Schiedsrichter: Selvin Brown ( Honduras) \| \| Spielbericht \| | \| 3. Spieltag \| \| 24. Juni 2025 um 18:00 Uhr (25. Juni um 1:00 MESZ) in Austin (Q2 Stadium) \| \| Zuschauer: 3.283 \| \| Schiedsrichter: Selvin Brown ( Honduras) \| \| Spielbericht \| | Jamaika |
| Panama                                                                    | Orlando Mosquera – César Blackman, Fidel Escobar, José Córdoba, Jorge Gutiérrez – Aníbal Godoy (72. Edgardo Fariña), Víctor Griffith (84. Edward Cedeño), Azarías Londoño (46. José Luis Rodríguez), Cristian Martínez (46. Carlos Harvey), Ismael Díaz (66. César Yanis) – Tomás Rodríguez Cheftrainer: Thomas Christiansen ( Dänemark) | Andre Blake – Dexter Lembikisa, Richard King (46. Greg Leigh), Ethan Pinnock, Amari’i Bell – Joel Latibeaudiere, Leon Bailey (72. Michail Antonio), Jon Russell (64. Bobby De Cordova-Reid), Kasey Palmer, Demarai Gray (64. Kaheim Dixon) – Warner Brown (46. Renaldo Cephas) Cheftrainer: Steve McClaren ( England) | Jamaika |
| Panama                                                                    | 1:0 Díaz (4.) 2:0 Díaz (17.) 3:1 Díaz (45., Foulelfmeter) 4:1 T. Rodríguez (89.) | 2:1 Bell (27.) | Jamaika |
| Panama                                                                    | Córdoba (69.), Yanis (85.) | Latibeaudiere (61.), De Cordova-Reid (79.) | Jamaika |
| Panama                                                                    | Spieler des Spiels: Ismael Díaz (Panama) | | Jamaika |
| 3. Spieltag                                                               | | |         |
| 24. Juni 2025 um 18:00 Uhr (25. Juni um 1:00 MESZ) in Austin (Q2 Stadium) | | |         |
| Zuschauer: 3.283                                                          | | |         |
| Schiedsrichter: Selvin Brown ( Honduras)                                  | | |         |
| Spielbericht                                                              | | |         |

## Guadeloupe – Guatemala 2:3 (0:2)
| Guadeloupe                                                                           | Guadeloupe | Guatemala | Guatemala |
| ------------------------------------------------------------------------------------ | --- | --- | --------- |
| Guadeloupe                                                                           | \| 3. Spieltag \| \| 24. Juni 2025 um 18:00 Uhr (25. Juni um 1:00 MESZ) in Houston (Shell Energy Stadium) \| \| Zuschauer: 19.417 \| \| Schiedsrichter: Marco Ortíz ( Mexiko) \| \| Spielbericht \| | \| 3. Spieltag \| \| 24. Juni 2025 um 18:00 Uhr (25. Juni um 1:00 MESZ) in Houston (Shell Energy Stadium) \| \| Zuschauer: 19.417 \| \| Schiedsrichter: Marco Ortíz ( Mexiko) \| \| Spielbericht \| | Guatemala |
| Guadeloupe                                                                           | Rubens Adélaïde – Yvann Maçon (71. Vikash Tillé), Meddy Lina, Nathanaël Saintini, Junior Senneville – Alexandre Arénate, Anthony Baron (68. Jordan Leborgne), Kenny Mixtur (58. Thierry Ambrose), Ange-Freddy Plumain (71. Zoran Moco), Kilian Bevis (59. Matthias Phaeton) – Taïryk Arconte Cheftrainer: Jocelyn Angloma | Nicholas Hagen – Aaron Herrera, José Carlos Pinto , Nicolás Samayoa, José Ardón (62. José Morales) – Óscar Castellanos (35. Stheven Robles), José Rosales (74. Rodrigo Saravia), Rudy Muñoz – Olger Escobar (74. Arquímides Ordóñez), Rubio Rubin, Erick Lemus (62. Óscar Santis) Cheftrainer: Luis Fernando Tena ( Mexiko) | Guatemala |
| Guadeloupe                                                                           | 1:2 Plumain (50., Foulelfmeter) 2:3 Phaeton (78.) | 0:1 Pinto (13., Foulelfmeter) 0:2 Escobar (29.) 1:3 Rubin (70.) | Guatemala |
| Guadeloupe                                                                           | Baron (12.), Plumain (45.+5') | Muñoz (41.), Herrera (82.) | Guatemala |
| Guadeloupe                                                                           | Spieler des Spiels: Rubio Rubin (Guatemala) | | Guatemala |
| 3. Spieltag                                                                          | | |           |
| 24. Juni 2025 um 18:00 Uhr (25. Juni um 1:00 MESZ) in Houston (Shell Energy Stadium) | | |           |
| Zuschauer: 19.417                                                                    | | |           |
| Schiedsrichter: Marco Ortíz ( Mexiko)                                                | | |           |
| Spielbericht                                                                         | | |           |